# Lista över fornlämningar i Nyköpings kommun (Bälinge)
Lista över fornlämningar i Nyköpings kommun (Bälinge) är en förteckning av ett urval av de fornlämningar som finns i Bälinge i Nyköpings kommun.
| Namn                           | Lämningstyp             | Tillkomsttid | Historisk indelning   | Plats     | Läge                 | ID-nr          | Bild                                 |
| ------------------------------ | ----------------------- | ------------ | --------------------- | --------- | -------------------- | -------------- | ------------------------------------ |
| Bälinge 1:1                    | Röse                    |              | Bälinge, Södermanland |           | 58.795324, 17.426719 | 10031500010001 | Ladda upp en bild av detta fornminne |
| Bälinge 3:1                    | Stensättning            |              | Bälinge, Södermanland |           | 58.822272, 17.318733 | 10031500030001 | Ladda upp en bild av detta fornminne |
| Bälinge 3:2                    | Stensättning            |              | Bälinge, Södermanland |           | 58.822412, 17.318789 | 10031500030002 | Ladda upp en bild av detta fornminne |
| Bälinge 3:3                    | Stensättning            |              | Bälinge, Södermanland |           | 58.822333, 17.318959 | 10031500030003 | Ladda upp en bild av detta fornminne |
| Bälinge 4:1                    | Grav- och boplatsområde |              | Bälinge, Södermanland |           | 58.823489, 17.319130 | 10031500040001 | Ladda upp en bild av detta fornminne |
| Bälinge 5:1                    | Gravfält                |              | Bälinge, Södermanland |           | 58.817401, 17.328229 | 10031500050001 | Ladda upp en bild av detta fornminne |
| Bälinge 6:1                    | Gravfält                |              | Bälinge, Södermanland |           | 58.836131, 17.309232 | 10031500060001 | Ladda upp en bild av detta fornminne |
| Bälinge 7:1                    | Gravfält                |              | Bälinge, Södermanland |           | 58.835719, 17.306722 | 10031500070001 | Ladda upp en bild av detta fornminne |
| Bälinge 8:1                    | Gravfält                |              | Bälinge, Södermanland |           | 58.827924, 17.317474 | 10031500080001 | Ladda upp en bild av detta fornminne |
| Bälinge 9:1                    | Stensättning            |              | Bälinge, Södermanland |           | 58.825215, 17.315795 | 10031500090001 | Ladda upp en bild av detta fornminne |
| Bälinge 10:1                   | Stensättning            |              | Bälinge, Södermanland |           | 58.825717, 17.314250 | 10031500100001 | Ladda upp en bild av detta fornminne |
| Bälinge 11:1                   | Gravfält                |              | Bälinge, Södermanland |           | 58.826128, 17.312504 | 10031500110001 | Ladda upp en bild av detta fornminne |
| Bälinge 13:1                   | Stensättning            |              | Bälinge, Södermanland |           | 58.831275, 17.302187 | 10031500130001 | Ladda upp en bild av detta fornminne |
| Bälinge 13:2                   | Stensättning            |              | Bälinge, Södermanland |           | 58.831146, 17.301755 | 10031500130002 | Ladda upp en bild av detta fornminne |
| Bälinge 13:3                   | Stensättning            |              | Bälinge, Södermanland |           | 58.831190, 17.301408 | 10031500130003 | Ladda upp en bild av detta fornminne |
| Bälinge 13:4                   | Stensättning            |              | Bälinge, Södermanland |           | 58.831388, 17.302218 | 10031500130004 | Ladda upp en bild av detta fornminne |
| Bälinge 13:5                   | Stensättning            |              | Bälinge, Södermanland |           | 58.831909, 17.302421 | 10031500130005 | Ladda upp en bild av detta fornminne |
| Oxhagsbacken (Bälinge 14:1)    | Gravfält                |              | Bälinge, Södermanland |           | 58.836090, 17.293761 | 10031500140001 | Ladda upp en bild av detta fornminne |
| Bälinge 15:1                   | Gravfält                |              | Bälinge, Södermanland |           | 58.777121, 17.357404 | 10031500150001 | Ladda upp en bild av detta fornminne |
| Bälinge 16:1                   | Gravfält                |              | Bälinge, Södermanland |           | 58.841796, 17.312632 | 10031500160001 | Ladda upp en bild av detta fornminne |
| Bälinge 17:1                   | Stensättning            |              | Bälinge, Södermanland |           | 58.847460, 17.310253 | 10031500170001 | Ladda upp en bild av detta fornminne |
| Bälinge 18:1                   | Gravfält                |              | Bälinge, Södermanland |           | 58.851135, 17.314202 | 10031500180001 | Ladda upp en bild av detta fornminne |
| Bälinge 19:1                   | Gravfält                |              | Bälinge, Södermanland |           | 58.846522, 17.300992 | 10031500190001 | Ladda upp en bild av detta fornminne |
| Bälinge 20:1                   | Gravfält                |              | Bälinge, Södermanland |           | 58.846253, 17.302433 | 10031500200001 | Ladda upp en bild av detta fornminne |
| Bälinge 20:2                   | Gravfält                |              | Bälinge, Södermanland |           | 58.846330, 17.302913 | 10031500200002 | Ladda upp en bild av detta fornminne |
| Högbrobacken (Bälinge 21:1)    | Gravfält                |              | Bälinge, Södermanland |           | 58.847128, 17.297352 | 10031500210001 | Ladda upp en bild av detta fornminne |
| Bälinge 22:1                   | Gravfält                |              | Bälinge, Södermanland |           | 58.847713, 17.294872 | 10031500220001 | Ladda upp en bild av detta fornminne |
| Bälinge 24:1                   | Gravfält                |              | Bälinge, Södermanland |           | 58.843289, 17.277728 | 10031500240001 | Ladda upp en bild av detta fornminne |
| Bälinge 25:1                   | Stensättning            |              | Bälinge, Södermanland |           | 58.843066, 17.278902 | 10031500250001 | Ladda upp en bild av detta fornminne |
| Bälinge 28:1                   | Gravfält                |              | Bälinge, Södermanland |           | 58.843490, 17.286829 | 10031500280001 | Ladda upp en bild av detta fornminne |
| Bälinge 29:1                   | Gravfält                |              | Bälinge, Södermanland |           | 58.856710, 17.309380 | 10031500290001 | Ladda upp en bild av detta fornminne |
| Bälinge 31:1                   | Röse                    |              | Bälinge, Södermanland |           | 58.853770, 17.305781 | 10031500310001 | Ladda upp en bild av detta fornminne |
| Bälinge 32:1                   | Stensättning            |              | Bälinge, Södermanland |           | 58.848105, 17.320008 | 10031500320001 | Ladda upp en bild av detta fornminne |
| Bälinge 33:1                   | Gravfält                |              | Bälinge, Södermanland |           | 58.845935, 17.277659 | 10031500330001 | Ladda upp en bild av detta fornminne |
| Bälinge 34:1                   | Gravfält                |              | Bälinge, Södermanland |           | 58.851043, 17.302952 | 10031500340001 | Ladda upp en bild av detta fornminne |
| Bälinge 36:1                   | Gravfält                |              | Bälinge, Södermanland |           | 58.853974, 17.296264 | 10031500360001 | Ladda upp en bild av detta fornminne |
| Bälinge 37:1                   | Gravfält                |              | Bälinge, Södermanland |           | 58.853946, 17.292849 | 10031500370001 | Ladda upp en bild av detta fornminne |
| Bälinge 38:1                   | Gravfält                |              | Bälinge, Södermanland |           | 58.855230, 17.286010 | 10031500380001 | Ladda upp en bild av detta fornminne |
| Bälinge 39:1                   | Stensättning            |              | Bälinge, Södermanland |           | 58.858567, 17.296114 | 10031500390001 | Ladda upp en bild av detta fornminne |
| Bälinge 40:1                   | Stensättning            |              | Bälinge, Södermanland |           | 58.859797, 17.291677 | 10031500400001 | Ladda upp en bild av detta fornminne |
| Bälinge 41:1                   | Stensättning            |              | Bälinge, Södermanland |           | 58.856044, 17.287761 | 10031500410001 | Ladda upp en bild av detta fornminne |
| Bälinge 43:1                   | Stensättning            |              | Bälinge, Södermanland |           | 58.859588, 17.297338 | 10031500430001 | Ladda upp en bild av detta fornminne |
| Bälinge 43:2                   | Stensättning            |              | Bälinge, Södermanland |           | 58.859775, 17.297365 | 10031500430002 | Ladda upp en bild av detta fornminne |
| Bälinge 45:1                   | Stensättning            |              | Bälinge, Södermanland |           | 58.867436, 17.323201 | 10031500450001 | Ladda upp en bild av detta fornminne |
| Bälinge 45:2                   | Stensättning            |              | Bälinge, Södermanland |           | 58.867625, 17.323149 | 10031500450002 | Ladda upp en bild av detta fornminne |
| Bälinge 45:3                   | Stensättning            |              | Bälinge, Södermanland |           | 58.867305, 17.322566 | 10031500450003 | Ladda upp en bild av detta fornminne |
| Bälinge 46:1                   | Stensättning            |              | Bälinge, Södermanland |           | 58.866569, 17.311899 | 10031500460001 | Ladda upp en bild av detta fornminne |
| Bälinge 47:1                   | Gravfält                |              | Bälinge, Södermanland |           | 58.862199, 17.290259 | 10031500470001 | Ladda upp en bild av detta fornminne |
| Bälinge 48:1                   | Stensättning            |              | Bälinge, Södermanland |           | 58.861052, 17.291277 | 10031500480001 | Ladda upp en bild av detta fornminne |
| Bälinge 49:1                   | Röse                    |              | Bälinge, Södermanland |           | 58.840363, 17.271616 | 10031500490001 | Ladda upp en bild av detta fornminne |
| Bälinge 50:1                   | Stensättning            |              | Bälinge, Södermanland |           | 58.838649, 17.268629 | 10031500500001 | Ladda upp en bild av detta fornminne |
| Bälinge 52:1                   | Stensättning            |              | Bälinge, Södermanland |           | 58.842839, 17.261769 | 10031500520001 | Ladda upp en bild av detta fornminne |
| Bälinge 53:1                   | Stensättning            |              | Bälinge, Södermanland |           | 58.843318, 17.261467 | 10031500530001 | Ladda upp en bild av detta fornminne |
| Bälinge 54:1                   | Gravfält                |              | Bälinge, Södermanland |           | 58.844846, 17.275062 | 10031500540001 | Ladda upp en bild av detta fornminne |
| Bälinge 55:1                   | Stensättning            |              | Bälinge, Södermanland |           | 58.844859, 17.265447 | 10031500550001 | Ladda upp en bild av detta fornminne |
| Bälinge 56:1                   | Stensättning            |              | Bälinge, Södermanland |           | 58.823673, 17.398364 | 10031500560001 | Ladda upp en bild av detta fornminne |
| Bälinge 57:1                   | Stensättning            |              | Bälinge, Södermanland |           | 58.825253, 17.399075 | 10031500570001 | Ladda upp en bild av detta fornminne |
| Bälinge 58:1                   | Stensättning            |              | Bälinge, Södermanland |           | 58.825708, 17.399262 | 10031500580001 | Ladda upp en bild av detta fornminne |
| Bälinge 58:2                   | Stensättning            |              | Bälinge, Södermanland |           | 58.825695, 17.399001 | 10031500580002 | Ladda upp en bild av detta fornminne |
| Bälinge 59:1                   | Stensättning            |              | Bälinge, Södermanland |           | 58.823183, 17.395506 | 10031500590001 | Ladda upp en bild av detta fornminne |
| Sundboholm (Bälinge 60:1)      | Borg                    |              | Bälinge, Södermanland |           | 58.815846, 17.297097 | 10031500600001 | Ladda upp en bild av detta fornminne |
| Bälinge 64:1                   | Stensättning            |              | Bälinge, Södermanland |           | 58.755546, 17.427047 | 10031500640001 | Ladda upp en bild av detta fornminne |
| Bälinge 66:1                   | Stensättning            |              | Bälinge, Södermanland |           | 58.840923, 17.265183 | 10031500660001 | Ladda upp en bild av detta fornminne |
| Bälinge 66:2                   | Stensättning            |              | Bälinge, Södermanland |           | 58.840787, 17.265244 | 10031500660002 | Ladda upp en bild av detta fornminne |
| Bälinge 68:1                   | Stensättning            |              | Bälinge, Södermanland |           | 58.822206, 17.397867 | 10031500680001 | Ladda upp en bild av detta fornminne |
| Bälinge 69:1                   | Stensättning            |              | Bälinge, Södermanland |           | 58.825368, 17.394125 | 10031500690001 | Ladda upp en bild av detta fornminne |
| Pestkyrkogården (Bälinge 79:1) | Begravningsplats        |              | Bälinge, Södermanland |           | 58.745142, 17.396252 | 10031500790001 | Ladda upp en bild av detta fornminne |
| Bälinge 105:1                  | Fiskeläge               |              | Bälinge, Södermanland |           | 58.684435, 17.468506 | 10031501050001 | Ladda upp en bild av detta fornminne |
| Bälinge 108:1                  | Fiskeläge               |              | Bälinge, Södermanland |           | 58.683586, 17.468702 | 10031501080001 | Ladda upp en bild av detta fornminne |
| Bälinge 109:1                  | Kyrka/kapell            |              | Bälinge, Södermanland |           | 58.684503, 17.469508 | 10031501090001 | Ladda upp en bild av detta fornminne |
| Bälinge 113:1                  | Fiskeläge               |              | Bälinge, Södermanland |           | 58.704057, 17.466039 | 10031501130001 | Ladda upp en bild av detta fornminne |
| Bälinge 134:1                  | Stensättning            |              | Bälinge, Södermanland |           | 58.840776, 17.280338 | 10031501340001 | Ladda upp en bild av detta fornminne |
| Bälinge 136:1                  | Stensättning            |              | Bälinge, Södermanland |           | 58.844347, 17.297729 | 10031501360001 | Ladda upp en bild av detta fornminne |
| Bälinge 143:1                  | Stensättning            |              | Bälinge, Södermanland |           | 58.854935, 17.289328 | 10031501430001 | Ladda upp en bild av detta fornminne |
| Bälinge 143:2                  | Stensättning            |              | Bälinge, Södermanland |           | 58.854965, 17.289101 | 10031501430002 | Ladda upp en bild av detta fornminne |
| Bälinge 155:1                  | Stensättning            |              | Bälinge, Södermanland |           | 58.855275, 17.308502 | 10031501550001 | Ladda upp en bild av detta fornminne |
| Bälinge 158:1                  | Stensättning            |              | Bälinge, Södermanland |           | 58.865667, 17.322155 | 10031501580001 | Ladda upp en bild av detta fornminne |
| Bälinge 161:1                  | Stensättning            |              | Bälinge, Södermanland |           | 58.860548, 17.312599 | 10031501610001 | Ladda upp en bild av detta fornminne |
| Bälinge 161:2                  | Stensättning            |              | Bälinge, Södermanland |           | 58.860776, 17.313181 | 10031501610002 | Ladda upp en bild av detta fornminne |
| Bälinge 163:1                  | Stensättning            |              | Bälinge, Södermanland |           | 58.849396, 17.314694 | 10031501630001 | Ladda upp en bild av detta fornminne |
| Bälinge 163:2                  | Stensättning            |              | Bälinge, Södermanland |           | 58.849842, 17.315176 | 10031501630002 | Ladda upp en bild av detta fornminne |
| Bälinge 164:1                  | Stensättning            |              | Bälinge, Södermanland |           | 58.848921, 17.321669 | 10031501640001 | Ladda upp en bild av detta fornminne |
| Sö 142 (Bälinge 196:1)         | Runristning             |              | Bälinge, Södermanland | Långmyren | 58.875850, 17.295343 | 10031501960001 | Ladda upp en bild av detta fornminne |
| Bälinge 204                    | Husgrund, historisk tid |              | Bälinge, Södermanland |           | 58.684693, 17.466899 | 12000000030649 | Ladda upp en bild av detta fornminne |
| Bälinge 205                    | Husgrund, historisk tid |              | Bälinge, Södermanland |           | 58.684884, 17.467194 | 12000000030651 | Ladda upp en bild av detta fornminne |
| Bälinge 237                    | Stensättning            |              | Bälinge, Södermanland |           | 58.871967, 17.283461 | 12000000127153 | Ladda upp en bild av detta fornminne |
| Bälinge 243                    | Stensättning            |              | Bälinge, Södermanland |           | 58.875289, 17.291830 | 12000000127170 | Ladda upp en bild av detta fornminne |